# دوغلاس غونزاليس
دوغلاس غونزاليس (بالإنجليزية: Douglas Gonzales)‏ هو قاضي ومحامي أمريكي، ولد في 11 ديسمبر 1935.